# تپه تنگلانه
تپه تنگلانه مربوط به دوره اشکانیان - سده‌های میانه دوران‌های تاریخی پس از اسلام است و در شهرستان گیلانغرب، بخش مرکزی، دهستان دیره، ۵۰۰ متری شرق روستای نیازی واقع شده و این اثر در تاریخ ۲۶ اسفند ۱۳۸۷ با شمارهٔ ثبت ۲۵۶۶۵ به‌عنوان یکی از آثار ملی ایران به ثبت رسیده است.